# Knedlíčkový paradox
Knedlíčkový paradox je sedmý díl první řady amerického televizního seriálu Teorie velkého třesku. V této epizodě hostují Brooke D’Orsay, James Hong, Carol Ann Susi a Kimberly Brooks. Režisérem epizody je Mark Cendrowski.

## Děj
K Penny přijíždí na návštěvu její promiskuitní kamarádka Christy (Brooke D’Orsay). Okamžitě si začíná vztah s Howardem, kterého Penny nahradí jako hráče Halo 3, které spolu partička kamarádů aktuálně hraje. Aby se vyhnula novým a zároveň hlučným milencům, rozhodne se nastávající noc strávit u Sheldona a Leonarda na gauči. Následující den Howard nabídne Christy, aby se nastěhovala k němu a jeho matce (Carol Ann Susi). Protože partičce opět chybí jeden člen k hraní Halo 3, rozhodne se Sheldon znovu pozvat Penny (když si uvědomil, že jí to celkem šlo). Penny však jde místo toho tančit. Partička má pocit, že se její celistvost rozpadá a rozhodne se s Howardem promluvit.
Uslyší však hlasitou hádku mezi Christy a Howardovou matkou, což nakonec Christy přinutí k tomu, aby odešla. Howard, znovu sám, se tedy vrací k hraní Halo a spolu s ostatními kamarády absolutně ignoruje přítomnost Penny a třech jejích kamarádek.

## Obsazení
| Johnny Galecki  | Leonard Hofstadter |
| Jim Parsons     | Sheldon Cooper     |
| Kaley Cuoco     | Penny              |
| Simon Helberg   | Howard Wolowitz    |
| Kunal Nayyar    | Raj Koothrappali   |
| Brooke D’Orsay  | Christy Vanderbilt |
| James Hong      | Chen               |
| Carol Ann Susi  | Debbie Wolowitz    |
| Kimberly Brooks | hlas automatu      |